# Pizza (песня)
«Pizza» — песня голландского диджея Мартина Гаррикса, представленная на фестивале электронной музыки Tomorrowland 2017 30 июля 2017 года, и выпущенная 25 августа 2017 года.

## История
Мартин Гаррикс впервые представил песню «Pizza» на фестивале электронной музыки Tomorrowland 2017 30 июля 2017 года. 14 августа 2017 года, фанат спросил у Мартина Гаррикса дату выхода песни, на что Мартин ответил что он выпустит её в ближайшие две недели. Мартин рассказал, что он написал эту песню специально для фестиваля Tomorrowland

## Список композиций
| №  | Название | Автор(ы)       | Продюсер       | Длительность |
| -- | -------- | -------------- | -------------- | ------------ |
| 1. | «Pizza»  | Мартин Гаррикс | Мартин Гаррикс | 4:14         |

## Чарты
| Чарт (2017)                                | Пиковая позиция |
| ------------------------------------------ | --------------- |
| Франция (SNEP)                             | 88              |
| Sweden Heatseeker (Sverigetopplistan)      | 12              |
| Швейцария (Schweizer Hitparade)            | 85              |
| США (Billboard Hot Dance/Electronic Songs) | 30              |